# School’s Out (альбом)
School’s Out — пятый студийный альбом Элиса Купера и его группы, записанный в нью-йоркской студии The Record Plant и выпущенный компанией Warner Bros. в 1972 году. Заглавный трек, вышедший синглом, стал хитом во многих странах мира и визитной карточкой Элиса Купера. В отличие от двух предыдущих альбомов, где упор делался на хард-рок, материал School’s Out стилистически крайне разнообразен и посвящён в основном одной (школьной) теме, что придаёт ему концептуальный характер и отчасти объясняет, почему песни альбома (за исключением заглавного сингла) редко исполнялись Купером на концертах.

## Обложка альбома
Обложка, созданная дизайнером Крейгом Брауном, раскрывалась в виде старомодной школьной парты, а первый тираж виниловой пластинки внутри вместо пакета была упакована в девичьи (бумажные) трусики розового, белого и голубого цвета. Последний вызвали скандал, но по формальной причине: выяснилось, что они не удовлетворяют требованиям противопожарной безопасности, установленным торговой комиссией. Известно, что Шеп Гордон не только был об этом осведомлён, но специально (анонимно!) звонил на таможню, чтобы напомнить об этом чиновникам.
Фотоснимок школьной парты был сделан Робертом Оффером, а сама парта в качестве экспоната выставлена в берлинском Hard Rock Cafe. Все надписи на её поверхность были нанесены только самими участниками группы.

## История создания
Элис Купер не раз признавался в том, что его единственным наркотиком всегда было телевидение. Вот как биограф Джефри Морган описывает момент зарождения идеи песни «School’s Out»:

…Элис сидел, не в силах оторваться от Dead End Kids… Когда лидер банды Магс со своим уникальным акцентом приказал приятелю Сачу «поумнеть», Элис услышал слова, которые и легли в основу сингла, самого прибыльного за всю историю Warner Bros. «Эй, Сач! — сказал Магс, шлёпая его шляпой по голове — Школы нет больше!»
В 1996 году архивист Купера Ренфилд, признавая этот факт как распространённую версию, не смог подтвердить его:
...В действительности сам Элис не может точно сказать, из какого фильма он заимствовал эту фразу. Вопрос о её происхождении преследовал меня долгие годы. Готовя «Prime Cuts», мы попытались провести поиск: было бы здорово разыскать оригинальный клип... Но ведь тут ещё стоит иметь в виду, что у Элиса богатейшее воображение - которое, возможно, и сыграло свою роль, когда он в самый первый раз рассказывал историю происхождения «School’s Out».
Однако, фэн-сайт приводит текст письма некоего Джима Робертса который утверждает, что только что (в августе 1999 года) просмотрел тот самый фильм, который Ренфилд не мог найти, и своими ушами слышал эту фразу. Фильм — один из 48 в серии Bowery Boys — назывался «Angels in Disguise» и был выпущен 25 сентября 1949 года. Робертс уточняет, что фраза там звучит как «school is out», но в диалоговом контексте действительно означает: «пора бы тебе поумнеть».

## Список композиций
| №  | Название                  | Автор(ы)                                                       | Длительность |
| -- | ------------------------- | -------------------------------------------------------------- | ------------ |
| 1. | «School’s Out»            | Элис Купер, Майкл Брюс, Глен Бакстон, Деннис Данауэй, Нил Смит | 3:26         |
| 2. | «Luney Tune»              | Данауэй, Купер                                                 | 3:36         |
| 3. | «Gutter Cat vs. the Jets» | Бакстон, Данауэй, Леонард Бернстайн, Стивен Сондхайм           | 4:39         |
| 4. | «Street Fight»            | Купер, Брюс, Бакстон, Данауэй, Смит                            | 0:55         |
| 5. | «Blue Turk»               | Купер, Брюс                                                    | 5:29         |

| №                   | Название            | Автор(ы)                                                               | Длительность |
| ------------------- | ------------------- | ---------------------------------------------------------------------- | ------------ |
| 1.                  | «My Stars»          | Купер, Боб Эзрин                                                       | 5:46         |
| 2.                  | «Public Animal #9»  | Купер, Брюс                                                            | 3:53         |
| 3.                  | «Alma Mater»        | Бакстон, Данауэй, Леонард Бернстайн, Стивен Сондхайм                   | 3:39         |
| 4.                  | «Grande Finale»     | Купер, Бакстон, Брюс, Данауэй, Эзрин, Смит, Мак Дэвид, Элмер Бернстайн | 4:36         |
| Общая длительность: | Общая длительность: | Общая длительность:                                                    | 35:59        |

## Участники записи
Список составлен по сведениям базы данных Discogs.

| Alice Cooper band: - Элис Купер — вокал - Глен Бакстон — гитара - Майкл Брюс — ритм-гитара, вокал, фортепиано, орган - Деннис Данауэй — бас-гитара - Нил Смит — ударные Приглашённые музыканты: - Боб Эзрин — клавишные - Дик Вагнер — гитара («My Stars») - Реджи Винсент — гитара («Luney Tune», «Public Animal», «Alma Mater»), вокал | Технический персонал: - Боб Эзрин — продюсер, аранжировщик духовых и струнных - Рой Чикала — звукорежиссёр - Шелли Якус — звукорежиссёр - Дэнни Турбевилль — звукоинженер-техник - Деннис Ферранте — звукоинженер-техник - Франк Хубах — звукоинженер-техник - Роберт Оффер — фотограф (парта) - Роджер Прижан — фотограф (группа) - Wilkes & Braum — дизайн |

## Позиции в хит-парадах и уровни продаж
| Год       | Чарт                                | Высшая позиция | Пребывание |
| --------- | ----------------------------------- | -------------- | ---------- |
| 1972—1973 | Австралия (Kent Music Report)       | 5              | нет данных |
| 1972—1973 | Австрия (Ö3 Austria)                | 8              | 12 недель  |
| 1972—1973 | Великобритания (UK Albums Chart)    | 4              | 20 недель  |
| 1972—1973 | Германия (Offizielle Top 100)       | 3              | 9 недель   |
| 1972—1973 | Канада (RPM Top Albums/CDs)         | 1              | 27 недель  |
| 1972—1973 | Норвегия (VG-lista)                 | 8              | 10 недель  |
| 1972—1973 | США (Billboard 200)                 | 2              | 32 недели  |
| 1972—1973 | Финляндия (Suomen virallinen lista) | 3              | 34 недели  |

| Год  | Чарт                               | Позиция |
| ---- | ---------------------------------- | ------- |
| 1972 | США (Billboard Top Popular Albums) | 79      |
| 1972 | ФРГ (Offizielle Top 100)           | 44      |
|      |                                    |         |
| 1973 | Италия (FIMI)                      | 67      |
| 1973 | ФРГ (Offizielle Top 100)           | 30      |

| Регион                                                      | Сертификация | Продажи    |
| ----------------------------------------------------------- | ------------ | ---------- |
| США (RIAA)                                                  | Платиновый   | 1 000 000^ |
| ^ Данные о тиражах приведены только на основе сертификации. |              |            |